# Fuente de Oro
Fuente de oro è un comune della Colombia facente parte del dipartimento di Meta.
Il centro abitato venne fondato da Esaú Vélez Real, Fautino Enciso, Abelardo Mojica e altri nel 1941, mentre l'istituzione del comune è del 28 novembre 1960.